# 人民历史博物馆
人民历史博物馆（People's History Museum）原名国家劳动历史博物馆（National Museum of Labour History）位于英国曼彻斯特桥街与水街转角一座二级登录建筑内，是英国全国关于英国工人阶级历史材料的收集、保存、解释和研究中心。该建筑原为液压泵站，由建筑师亨利·普莱斯设计。
该博物馆讲述过去两百年间英国民主的历史，以及人民家庭生活、工作和休闲的故事，主题涉及彼得卢屠杀、工会、女性参政权运动、合作社运动、1945年英国大选、足球、福利运动等等。 

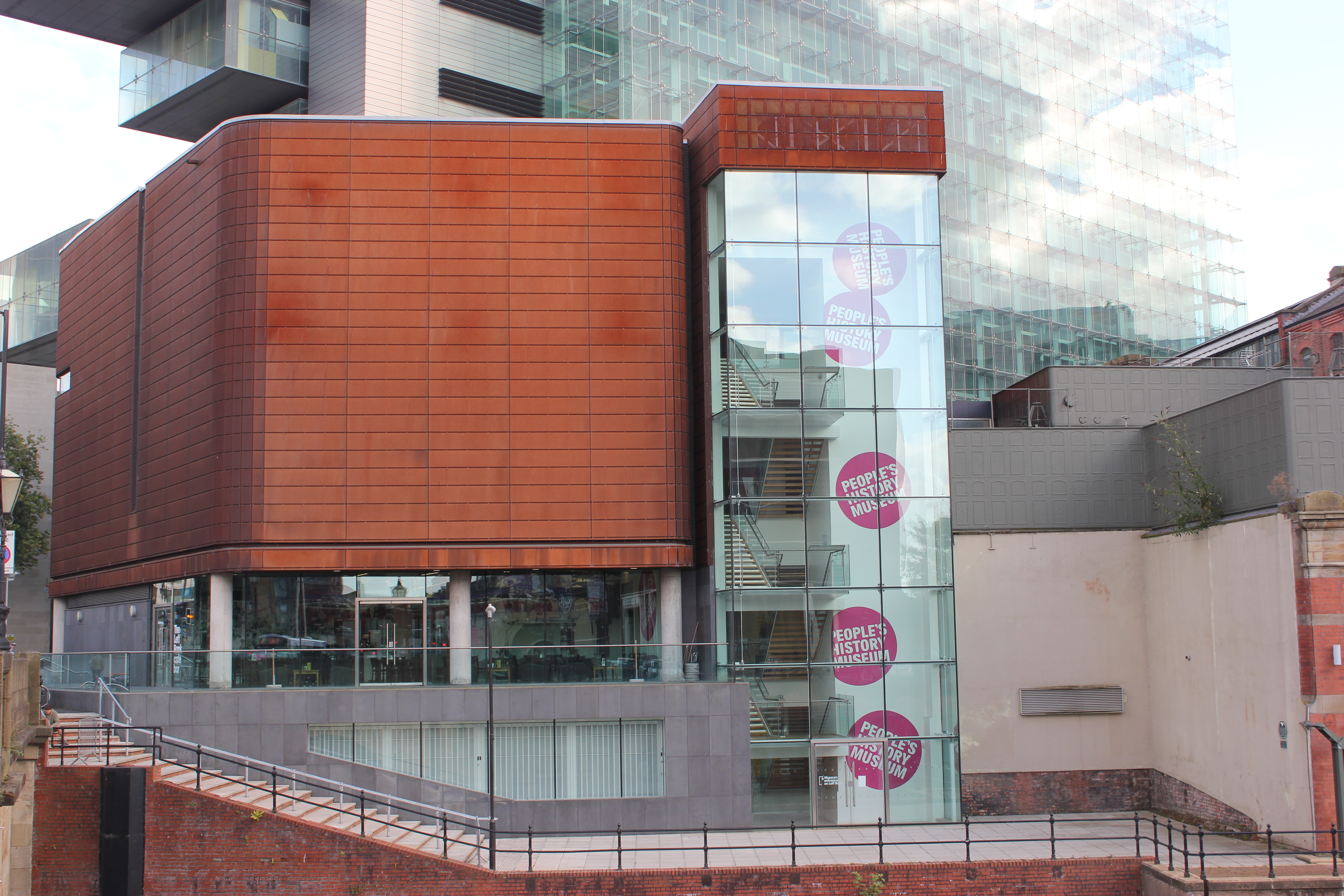